# Singaporemma
Singaporemma is een geslacht van spinnen uit de  familie van de Tetrablemmidae.

## Soorten
- Singaporemma adjacens Lehtinen, 1981
- Singaporemma halongense Lehtinen, 1981
- Singaporemma singulare Shear, 1978